# Xã Sheridan, Quận Phelps, Nebraska
Xã Sheridan (tiếng Anh: Sheridan Township) là một xã thuộc quận Phelps, tiểu bang Nebraska, Hoa Kỳ. Năm 2010, dân số của xã này là 196 người.